# 小林仁 (ピアニスト)
小林 仁（こばやし ひとし、1936年2月14日 - ）は、日本のピアニスト。ピエール・ブーレーズのピアノソナタ第一番の日本初演者として知られているが、現在はクラシック音楽のためのピアニストである。現在、東京藝術大学名誉教授。日本ショパン協会会長、日本ピアノ教育連盟会長、日本演奏家連盟常任理事、名古屋音楽大学客員教授、札幌大谷大学教授などを務める。

## 略歴
- 1936年（昭和11年） - 三重県四日市市に生まれる。
- 1954年（昭和29年） - 名古屋市立菊里高等学校音楽科卒業。
- 1956年（昭和31年） -  第25回日本音楽コンクール第一位特賞。
- 1958年（昭和33年） - 東京藝術大学音楽学部卒業。
- 1959年（昭和34年） - 二十世紀音楽研究所に参画[4]。
- 1960年（昭和35年） - ショパン国際ピアノコンクール入選、奨励賞受賞。
- 2015年（平成27年）11月 - 瑞宝中綬章受章[5]。

## 著作
- バッハ平均律の研究1（ムジカノーヴァ叢書2、音楽之友社）、矢代秋雄との共著
- バッハ平均律の研究2（ムジカノーヴァ叢書19、音楽之友社）、伊達純との共著
- ソナタアルバム 第1巻（春秋社）、校訂
- ソナタアルバム 第2巻（春秋社）
- ピアノの練習室（春秋社）